# Вахрушевский угольный разрез
Вахрушевский угольный разрез — горное предприятие в Киселёвске Кемеровской области. Введен в эксплуатацию в 1955 году.

## О предприятии
Разрез расположен на Абинских геологических участках углеразведки — Северном, Южном и Западном в Юго-Западной части Киселевского месторождения Прокопьевско-Киселевского геолого-экономического района. Число пластов в границах разреза составляет 23, а работы ведутся по 22 пластам мощностью от 1 до 27 метров. Общая суммарная мощность пластов: геологическая — 65,7 м, рабочая — 54,3 м. Основным рабочим пластом является пласт Мощный (18-27 метров).
Протяженность карьерного поля 5 км.
Продукция — уголь энергетический марок СС и ДГ (влага до 7,9-9,5 %, зола до 8,0-11,2 %, сера — 0,3 %, теплота сгорания 6400-7000 Ккал/кг).
Более 90 процентов добываемого на разрезе угля перерабатывается на Вахрушевской обогатительной фабрике (мощность 1 500 тыс. тонн в год), являвшейся с момента ввода в эксплуатацию в 1969 году структурным подразделением разреза.
Готовая продукция представляет собой обогащенный уголь марок ССПК, ССО с содержанием золы 6-7 процентов, отгружаемый на экспорт, и смесь отсева необогащенного с отсевом, полученным после сортировки малозольных углей (средняя зольность 20 %) — поставляется для нужд энергетики.
Добыча угля и вскрышные работы ведутся на двух горных участках. В структуру предприятия так же входят тракторно-бульдозерный и дренажный участки, участок техкомплекса, две автоколонны. Разрез располагает собственной авторемонтной базой, мастерскими РМУ. Управление железнодорожного транспорта обеспечивает работу локомотивно-вагонного депо, железнодорожной станции. Для ремонта и строительства технологических дорог используется щебень, добываемый на щебкарьере разреза.

## История
- 15.12.1955 г. — введен в эксплуатацию угольный разрез имени В. Вахрушева (Василий Вахрушев — первый нарком угольной промышленности СССР) с проектной мощностью 200 тыс. тонн угля в год. Через два года после ввода в эксплуатацию разрез перешагнул миллионный рубеж добычи угля (1069,9 тыс. т).
- В 1964 году в числе других предприятий открытой добычи Кузбасса разрез входит в состав комбината «Кузбасскарьеруголь» (УК «Кузбассразрезуголь»),
- В декабре 1969 г. после завершения работ по реконструкции установлена мощность разреза — 1,5 млн тонн угля в год. В этом же году введена в эксплуатацию обогатительная фабрика.
- В 1970—1980 гг. коллектив разреза выступил инициатором достижения высоких нагрузок на горнотранспортное оборудование. В этот период установлен ряд всесоюзных и всекузбасских рекордов.
- В 1993 г. на базе разреза им. Вахрушева и Киселевской автобазы образовано открытое акционерное общество «Вахрушевразрезуголь». В 1995 г. — в состав общества вошло Вахрушевское ПТУ.
- В 2000 г. добыта юбилейная 65-миллионная тонна угля в канун празднования 45-летия образования предприятия, что на 1 млн. 300 тыс. т. больше 45-летнего плана.
- В 2003 г. ОАО «Вахрушевразрезуголь» переименовано в филиал «Вахрушевский угольный разрез» ОАО "УК «Кузбассразрезуголь».
- 2005 год, юбилейный — добыча составила 1608,9 тыс. тонн угля.